# Gluphisia septentrionis
Gluphisia septentrionis är en fjärilsart som beskrevs av Walker 1855. Gluphisia septentrionis ingår i släktet Gluphisia och familjen tandspinnare. Inga underarter finns listade i Catalogue of Life.